# 孙曼霁
孙曼霁（1931年8月3日—2023年2月22日），男，原籍河南安阳，生于河南开封，中国生化药理学家，中国人民解放军专业技术一级干部，军事医学科学院毒物药物研究所研究员，中国科学院生命科学和医学学部学部委员（院士）。

## 生平
孙曼霁于1931年8月3日出生于河南省开封市。1948年考入国立中央大学。1951年该医学院独立建校，定名为第五军医大学（今中国人民解放军空军军医大学）。孙曼霁于同年9月入伍，后于1954年正式毕业。毕业后被分配至军事医学科学院毒物药物研究所工作，长期从事于化学战剂中毒和防治的生化机理的研究。1956年4月加入中国共产党。
1973年至1975年以访问学者身份在英国伦敦大学精神病研究所进行学术研究，1987年至1988年在德国柏林技术大学生物化学及分子生物学研究所担任客座教授一职。
20世纪80年代，孙曼霁与秦伯益、周廷冲带头上交军衔，成为中国第一批文职干部。1991年11月，当选为中国科学院生物学部学部委员（院士）。1993年3月，被选为中国人民政治协商会议第八届全国委员会委员和第八届全国人民代表大会代表，1998年3月被选为中国人民政治协商会议第九届全国委员会委员。
2011年10月，孙曼霁曾向中国中央电视台寄语“忠诚，求是”。
2023年2月22日于北京中国人民解放军总医院去世。